# Pierre Aubert (personnalité politique vaudoise)
Pour les articles homonymes, voir Pierre Aubert.
À ne pas confondre avec Pierre Aubert (1927-2016), homme politique suisse (conseiller fédéral) d'origine neuchâteloise.
Pierre Aubert, né le 1er février 1929 au Sentier et mort le 19 juin 2023 à Étoy à l'âge de 94 ans, est une personnalité politique suisse, membre du Parti socialiste.

## Biographie
De confession protestante, originaire du Chenit (Vallée de Joux), Pierre Alfred Aubert est né le 1er février 1929, fils de Jean Daniel Aubert, horloger, et de Blanche Ernestine Piguet. Il épouse Yvette Meuwly en 1953 à Lausanne.
Après une formation à l'École normale, il devient instituteur à Mollens (Vaud) et à Aubonne, entre 1949 et 1960, puis maître au collège d'Aubonne et directeur du bureau régional d'orientation professionnelle entre 1955 et 1969. Il est en outre le président des caisses cantonales de compensation et d'assurances en cas de maladie et d'accident, de la section cantonale de la Protection civile, de la société électrique des forces de l'Aubonne et de la branche vaudoise de l'association Pro Senectute (organisation de services destinés aux personnes âgées et à leurs proches) entre 1982 et 1995.
Il décède le 19 juin 2023 à l'EMS Le Pacific à Etoy (VD) à l'âge de 94 ans,,.

### Carrière politique
Membre du Parti socialiste, il est conseiller communal (législatif) d'Aubonne entre 1958 et 1961, puis conseiller municipal (exécutif) entre 1962 et 1969. Pierre Aubert est nommé conseiller d'État vaudois le 26 janvier 1969. Il y est responsable du département de la prévoyance sociale et des assurances jusqu'au 4 mars 1982 et fait notamment voter une nouvelle loi sur l'assurance maladie,.